# 艾玛·拉杜卡努
艾瑪·拉杜卡努，MBE（英語：Emma Raducanu；2002年11月13日—），英國女職業網球運動員。她在2021年溫布頓網球錦標賽中以外卡身份，首次參加大滿貫就爆冷打進16強，一戰成名，但最後在比賽第二盤中因傷退賽而止步。隨後於2021年美國網球公開賽從資格賽打起，一路連勝10場且一盤未失，贏得女子單打冠軍，成為公開賽時代第一位贏得單打冠軍的資格賽選手。

## 家庭背景
拉杜卡努（羅馬尼亞語拼寫Răducanu）生於加拿大多倫多，父亲伊安（Ian）為来自罗马尼亚社会主义共和国首都布加勒斯特的移民，母亲翟冬梅（Dongmei Zhai，英文名Renee）則是来自中华人民共和国遼寧省瀋陽的移民。据她本人回憶，「我爸媽均來自學術世家..讀書是為數不多的選擇」，現在雙親從事金融業。兩歲那年隨父母搬至英國定居，五歲時開始在布羅姆利網球學院學打網球。她在纽斯特德伍德学校（Newstead Wood School）就讀，是布羅姆利區一所文法学校。她的网球偶像是李娜和西莫娜·哈勒普。
拉杜卡努拥有英国和加拿大双重国籍。她会说普通話和罗马尼亚语。她也喜欢观看一级方程式比赛，是丹尼尔·里卡多的车迷。

## 職業生涯
拉杜卡努在2021年諾丁漢網球公開賽獲得外卡，首次參加WTA巡回赛正賽。
之後她同樣獲得外卡首次參加2021年温布尔登网球锦标赛，並爆冷連勝打進第四輪。排名338的她在第三輪擊敗排名54的素蘭娜·姬絲迪亞，以18歲239天之齡成為在公開賽年代最年輕打進第四輪的英國女網球員，並保證排名將躍升至185名以內。2021年7月5日，她在第四輪比賽面對艾拉·汤姆贾诺维奇，比賽進行至第二盤期間她因傷退賽，結束了溫網之旅。
2021年9月12日，艾玛·拉杜卡努奪得2021年美網女單冠軍，這也是她第一个大满贯赛事冠军。此次美网10场比赛艾玛·拉杜卡努一盤未失皆是以直落兩盤獲勝。同年12月31日，英王查爾斯三世頒發大英帝國勳章予拉杜卡努。

## 2023年賽季
艾瑪在印地安泉女網賽打敗種子哈達德·瑪雅進入第四輪。
邁阿密大師賽獲得外卡

## 大滿貫
| 賽果 | 年份 | 比賽 | 場地 | 決賽對手        | 對手國籍 | 勝方比分 |
| ---- | ---- | ---- | ---- | --------------- | -------- | -------- |
| 冠軍 | 2021 | 美網 | 硬地 | 萊拉·費爾南德斯 | 加拿大   | 6-4、6-3 |